# Freeman Spur
Freeman Spur – wieś w Stanach Zjednoczonych, w stanie Illinois, w hrabstwie Franklin.